# Agència de còmics
Una agència de còmics, és una empresa que gestiona l'obra original dels dibuixants de còmic. Aquesta gestió inclou la supervisió dels moviments de la mateixa al mercat editorial i la protecció dels drets d'autor del dibuixant. L'empresa per aquesta feina o bé pels resultats obtinguts rep una comissió o un percentatge dels guanys obtinguts. Algunes d'aquestes agències també fan de productores i en alguns casos creen espais de treball on els dibuixants poden fer la seva feina, compartir tècniques o bé ajudar-se entre ells si s'escau.

## Història
Les agències de còmic varen sorgir als anys cinquanta del segle xx. A Catalunya, la resta d'Espanya, Italià i França les agències varen donar feina a centenars de guionistes i dibuixants, i sovint eren els mateixos dibuixants els impulsors i fundadors d'aquestes agències. Aquestes varen tenir la seva màxima activitat entre els anys cinquanta i els vuitanta del segle xx.
Algunes de les més destacades són;
Bardon Art, fundada pel català Jordi Macabich i l'anglès Barry Cooker, aquesta agència tenia una part a Barcelona i una altra a Londres, el nom ve d'agafar les tres primeres lletres de Barcelona, Bar i les tres últimes de London, Don així surt Bardon, aquesta agència va permetre que molts dibuixants autòctons poguessin dibuixar pel mercat de còmic infantil anglès de la mà de l'editorial Fleetway Publications, aquestes col·laboracions amb les capçaleres angleses varen començar el 1960 els dibuixants no podien firmar els seus treballs de la mateixa manera que no ho podien fer els dibuixants anglesos, l'exigència de qualitat era molt alta però molt ben pagada, algun dels dibuixants que varen treballar per aquesta editorial i que estaven molt relacionats amb l'editorial Bruguera foren, Joan Rafart i Roldán (Raf), Gustavo Martínez Gómez (Martz Schmidt), Jordi Ginés i Soteras (Gin), Angel Nadal i Joaquim Chacopino.
Creaciones Editoriales, Creaciones Editoriales era una empresa molt lligada a l'Editorial Bruguera, hi ha dubtes sobre qui la va crear, però una treballadora de l'agència va assegurar en una entrevista que li van fer el 2007 que l'havia creat el dibuixant Conti l'any 1945.
Norma Editorial, fundada el 1977 per Rafa Martínez. Selecciones Ilustradas, amb el nom comercial de SI Artists SL, és una agència d'origen Barceloní, fundada el 1953 per Josep Toutain, Selecciones Editoriales, fundada per Joaquín de Haro, Histograf, fundada per Francisco de la Fuente Amo, Ibergraf, de Manuel López Blanco, Mundograf, The Ilustrated, de Luis Ferraz. Centrograf, que posterior-ment es va anomenar Comundi, Agencia Internacional de Còmics, Estudios Ortega de José Ortega Bassols, Comicup de Cànovas.
Els agents de les agències buscaven, per una banda encàrrecs entre les editorials de tot el món, i per l'altre a guionistes i dibuixants que s'adaptessin a les línies editorials dels seus clients. Per altra banda, la falta de treball per als professionals creadors de còmics, en el mercat autòcton feia que la feina fos mal pagada, això permetia que les editorials foranies trobessin una mà d'obra d'una gran qualitat a un preu molt assequible i els professionals autòctons rebien una remuneració pel seu treball, impensable en el mercat intern.